# Rok pánů z Kunštátu
Rok pánů z Kunštátu je název projektu a kulturní akce, která se konal v roce 2014 na Moravě a v Čechách. Šlo o součást projektu Po stopách šlechtických rodů, jehož hlavním organizátorem byl Národní památkový ústav.

## Páni z Kunštátu

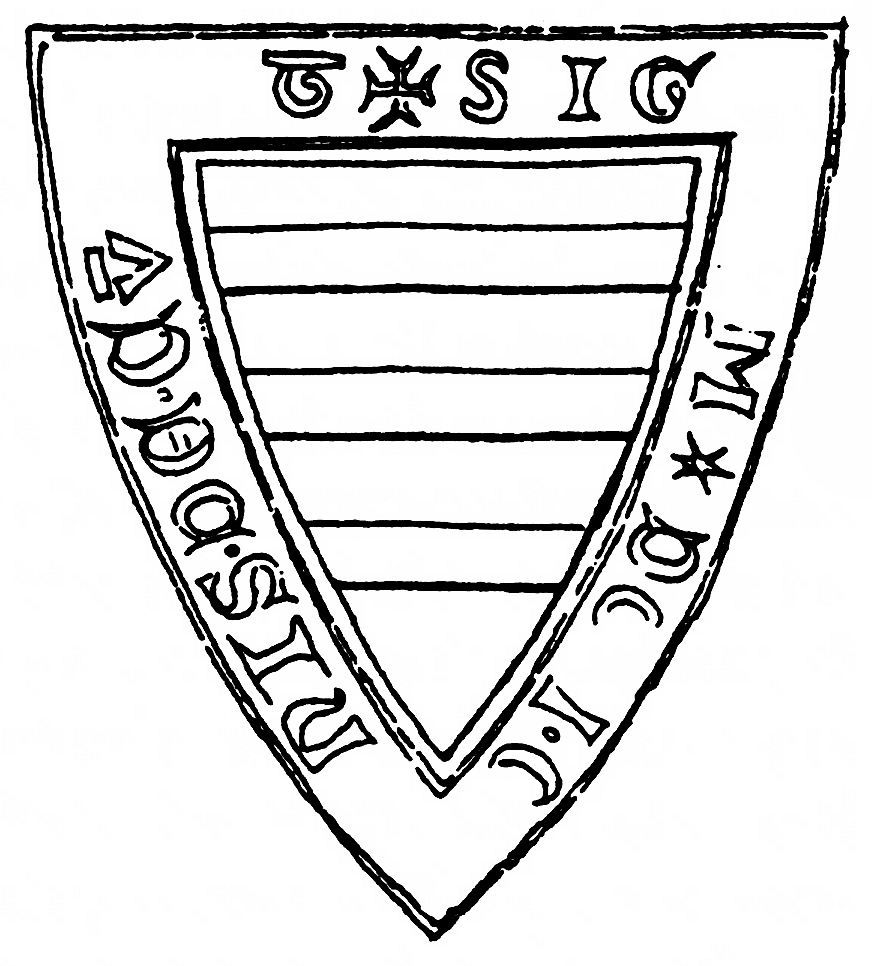
Pečeť Kuny z Kunštátu - rok 1286

Panský rod s erbem tří vrchních pruhů, nazývaný podle svého nejdůležitějšího sídla z Kunštátu, patřil od 13. století k nejvýznamnějším a nejmocnějším rodům středověké Moravy, s níž svázal svůj osud na téměř tři století. Za zakladatele rodu je považován olomoucký kastelán Gerhard ze Zbraslavi, jeden z nepostradatelných dvořanů českých králů Přemysla Otakara I. a Václava I., jehož vliv zajistil odpovídající moc i jeho synům – zakladatelům pevných hradů a nových větví rodu. Podobně jako další šlechtici té doby stáli i oni u vzniku vesnic, měst a klášterů nesoucích jejich jména a erby proudem času až do současnosti. Jedním z nich byl i velmož Kuna, který v divokých hvozdech na svazích Českomoravské vrchoviny, které rodu daroval český král Václav I., založil hrad nazvaný jeho jménem – Kunštát. Rod s erbem tří vrchních pruhů tak zakotvil na dlouhá staletí v nepřístupné krajině, z níž ve stejných časech vzešly i další rody ovlivňující podobu moravských dějin: Pernštejnové, páni z Lomnice a z Boskovic.
Sláva pánů z Kunštátu, panovníkových věrných, opřená o rozsáhlé majetky a významné úřady byla založena v období největšího rozmachu přemyslovské moci, pokračovala však i za vlády Lucemburků.
Příslušníci rodu zastávali celou řadu vysokých zemských úřadů a působili i ve funkcích provinciálních správců a královských purkrabí. Nejznámějším představitelem rodu byl v 15. století český král Jiří z Kunštátu a Poděbrad.

## Historie
V závěru roku 2013 a na počátku roku 2014 bylo v souvislosti s přípravami Roku budováno návštěvnické centrum na zámku v Kunštátě, kde byl také připravován nový okruh pro návštěvníky památky. V souvislosti s těmito přípravami byl posunut začátek návštěvnické sezóny tohoto zámku na 19. dubna.
Na tiskové konferenci Národního památkového ústavu dne 13. 3. 2014 bylo pořádání Roku pánů z Kunštátu oficiálně představeno zástupcům médií.
Dne 19. 3. 2014 na tiskové konferenci seznámili pracovníci Územní památkové správy NPÚ v Kroměříži s přípravami akcí Roku pánů z Kunštátu zejména na jižní Moravě.
Dne 14. 4. 2014 se v Nostickém paláci v Praze na Malé Straně, sídle Ministerstva kultury ČR, konalo slavnostní zahájení Roku pánů z Kunštátu. Zúčastnili se ministr kultury ČR Daniel Herman, generální ředitelka NPÚ Naděžda Goryczková, ředitelé některých pracovišť NPÚ a další významné osobnosti.
Dne 25. 4. 2014 bylo slavnostně otevřeno nové návštěvnické centrum na státním zámku Kunštát. Při této příležitosti byla veřejnosti představena publikace Průvodce krajinou hradů, autorů Michala Konečného, Aleše Flídra a Radima Štěpána, věnovaná podrobným rozborům stavebního vývoje středověkých hradů v povodí Svratky a Svitavy.
Dne 4. 7. 2014 byla na hradě Pernštejn slavnostně zahájena výstava "Dlouhá cesta za krásou". Vernisáže se účastnil předseda Vlády České republiky Bohuslav Sobotka a významní představitelé státní památkové péče.

## Kalendář akcí
3.4.-5.5.2014. Výstava Moravských zemských desk "Symboly moci a paměti" v místnosti Korunního archivu ve Starém královském paláci na Pražském hradě.
5.7.-7.9.2014. Výstava "Dlouhá cesta za krásou" konaná na hradě Pernštejn připomíná kulturní pozadí diplomatických misí Jiřího z Kunštátu a Poděbrad, vyslaných k západoevropským panovnickým dvorům. Úspěšně navázané spojenecké svazky předznamenaly vznik smlouvy o nastolení míru v celém křesťanstvu. Výstava je sestavena především z uměleckých děl ze sbírek hradů, zámků a dalších památek. Vernisáž výstavy se konala 4.7.2014 za účasti předních představitelů státu a kulturních institucí.
14.11.2014-22.2.2015. Výstava Poděbradský mýtus: Jiří z Kunštátu a Poděbrad v českém umění 19. století, Moravská galerie v Brně, Místodržitelský palác (Kabinet). Na souboru děl výtvarného umění 19. století byly představeny důležité projevy kultu "husitského krále" Jiřího z Poděbrad, jenž se v období takzvaného národního obrození stal pro emancipující se českou společnost významným symbolem státnosti a politické svrchovanosti. Výstavu pořádala Moravská galerie v Brně ve spolupráci s Národním památkovým ústavem.

## Společenské souvislosti
Záštitu na Rokem pánů z Kunštátu přijali:
- manželka prezidenta republiky Ivana Zemanová,
- ministr kultury ČR Daniel Herman,
- hejtman Jihomoravského kraje Michal Hašek.

Projekt Rok pánů z Kunštátu podpořil Jihomoravský kraj.

## Související památky

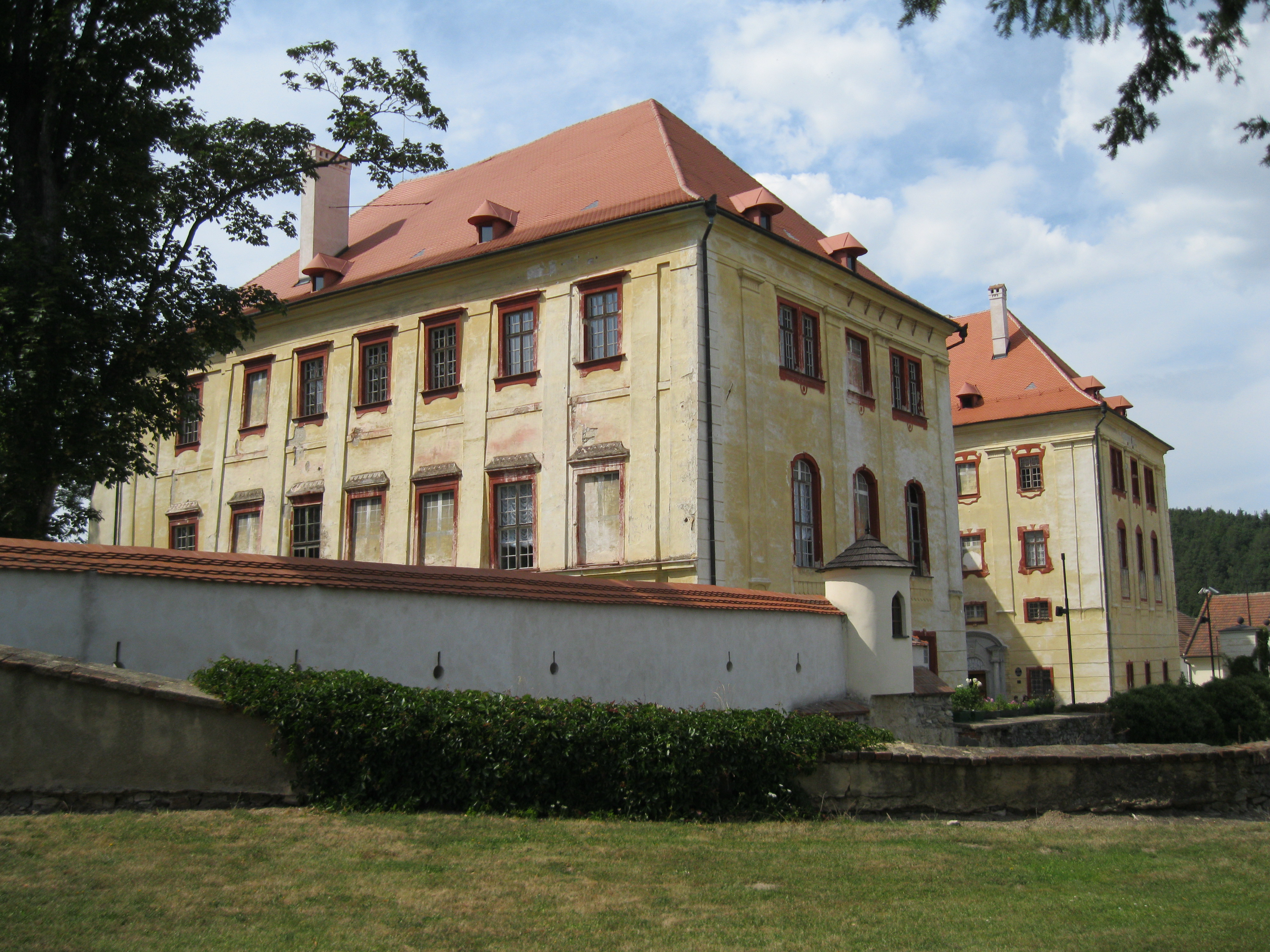
Horní zámek v Kunštátě

Státní zámek Kunštát; Oficiální stránky zámku Kunštát
Státní zámek Lysice
Státní zámek Vizovice. Barokní zámek stojí na místě cisterciáckého kláštera, založeného roku 1261 Smilem ze Zbraslavi a Střílek.
Státní hrad Bouzov
Město a zámek Poděbrady
Dům pánů z Kunštátu v Brně

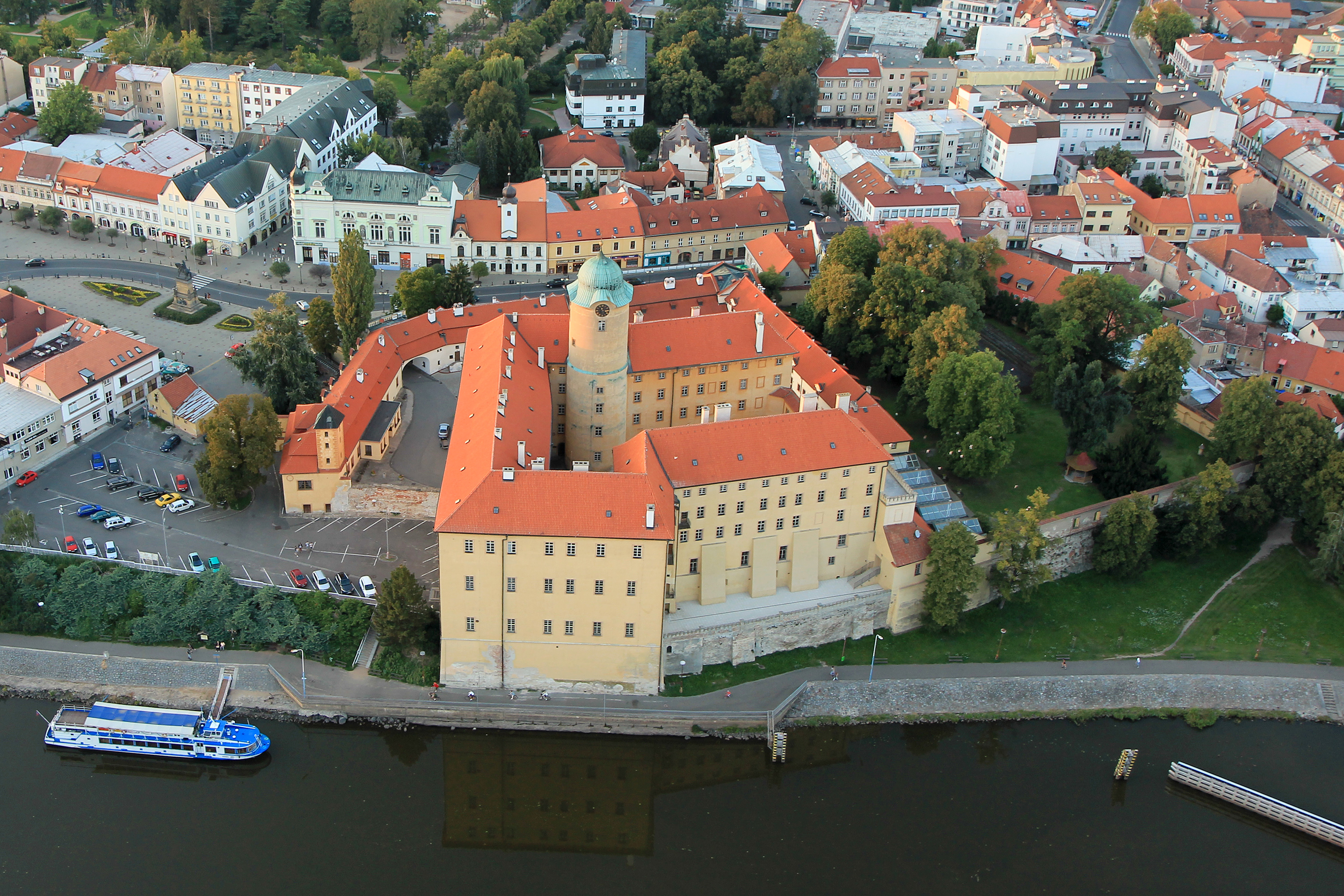
Zámek v Poděbradech

Palác pánů z Kunštátu a Poděbrad v Praze
Státní hrad Pernštejn. Místo konání výstavy Dlouhá cesta za krásou.

## Ohlasy v médiích
18.11.2013 | V Kunštátě začaly přípravy na příští Rok Pánů z Kunštátu (boskovicko.cz).
25.11.2013 | Rok pánů z Kunštátu: lidé nahlédnou do nejstarší části zámku (blanensky.denik). Rok 2014 bude Rokem pánů z Kunštátu. V tamním zámku tak otevřou novou prohlídkovou trasu, která povede nejstarší částí památky.
18.12.2013 | Příští rok ve znamení pánů z Kunštátu (regionpress.cz).
13.3.2014 | Sezona na hradech a zámcích bude patřit pánům z Kunštátu (ceskenoviny.cz/ČTK).
15.3.2014 | Ve sklepě kunštátského zámku zažijete středověk Archivováno 15. 3. 2014 na Wayback Machine. (ct24.cz).
19.3.2014 | Nad hrady letos zavlají tři kunštátské pruhy (brnensky.denik.cz). Akce Roku pánů z Kunštátu a další plány správ státních památek na jižní Moravě.
20.3.2014 | Kunštátský zámek sází na novou expozici. V podzemí (blanensky.denik.cz). Především o přípravách na zámku v Kunštátu.
21.3.2014 | Civilizace: Jiří z Poděbrad a jeho děti (rozhlas.cz).
21.3.2014 | Jihomoravské hrady a zámky budou lákat do podzemí či na fontánu (idnes.cz).
25.4.2014 | Průvodce krajinou hradů (rozhlas.cz)
4.7.2014 | Na hradě Pernštejn na Brněnsku začala unikátní výstava (blesk.cz/ČTK).